# Liešno
Liešno – wieś i gmina (obec) w powiecie Turčianske Teplice, kraju żylińskim, w północno-centralnej Słowacji. Znajduje się w Kotlinie Turczańskiej nad potokiem Lúčky. Wieś po raz pierwszy wzmiankowana w roku 1302 pod nazwą Lesna.